# NBA Live 08
NBA Live 08 è un videogioco sportivo di pallacanestro con marchio ufficiale della lega NBA, della lega internazionale FIBA e della EA Sports.
Sulla copertina dell'edizione italiana è raffigurato Andrea Bargnani dei Toronto Raptors, mentre negli Stati Uniti vi è Gilbert Arenas dei Washington Wizards. È disponibile per le console PlayStation 2, PlayStation 3, PlayStation Portable, Xbox 360 e Nintendo Wii.

## Squadre nazionali presenti nel gioco
Per la prima volta sono presenti anche alcune delle nazionali più forti al momento come: l'Argentina, la Cina, la Francia, la Germania, la Grecia, l'Italia, la Spagna e naturalmente gli Stati Uniti.